# Municipio de Long Lake (Dakota del Norte)
El municipio de Long Lake (en inglés: Long Lake Township) es un municipio ubicado en el condado de Burleigh en el estado estadounidense de Dakota del Norte. En el año 2010 tenía una población de 103 habitantes y una densidad poblacional de 1,1 personas por km².

## Geografía
El municipio de Long Lake se encuentra ubicado en las coordenadas 46°40′18″N 100°16′31″O / 46.67167, -100.27528. Según la Oficina del Censo de los Estados Unidos, el municipio tiene una superficie total de 93.33 km², de la cual 83,52 km² corresponden a tierra firme y (10,51 %) 9,81 km² es agua.

## Demografía
Según el censo de 2010, había 103 personas residiendo en el municipio de Long Lake. La densidad de población era de 1,1 hab./km². De los 103 habitantes, el municipio de Long Lake estaba compuesto por el 95,15 % blancos, el 0,97 % eran amerindios y el 3,88 % eran de una mezcla de razas. Del total de la población el 0 % eran hispanos o latinos de cualquier raza.